# Раявер, Урмас
Урмас Раявер (эст. Urmas Rajaver; 3 января 1988, Салме, Сааремаа) — эстонский футболист, крайний защитник, тренер.

## Биография
Начал заниматься футболом в детской секции в Салме, затем приглашён в юношеский состав «Курессааре» тренером Яном Важинским. В 2004 году дебютировал в основной команде «Курессааре» в матчах первой лиги Эстонии. 15 июня 2005 года провёл свой первый матч в высшем дивизионе против «Тулевика». 19 сентября 2009 года стал автором первого гола в высшем дивизионе в игре против «Левадии». Со своим клубом неоднократно перемещался между высшей и первой лигами, а в 2016 году выступал в первой лиге Б (третий дивизион), где стал победителем. Всего за островной клуб провёл 14 сезонов, сыграв 283 матча и забив 16 голов в чемпионатах разных уровней, из них 128 матчей и 4 гола — в высшем дивизионе. По состоянию на начало 2020-х годов входил в топ-5 в истории «Курессааре» по числу матчей.
В конце карьеры играл за «Козе» в четвёртом дивизионе и за резервные команды.
Представлял неофициальную сборную острова Сааремаа на Островных играх и других турнирах, сыграл за неё не менее 14 матчей и забил не менее двух голов — отличился «дублем» 2 июля 2009 года в матче против Шетландских Островов (2:3).
Ещё в период игровой карьеры вошёл в тренерский штаб юношеской команды таллинской «Флоры», в том числе исполнял обязанности главного тренера. В дальнейшем также сотрудничал с «Курессааре». Помимо футбола работал спортивным инструктором в ВМС Эстонии и в 2015 году был признан «работником года». В 2022 году возглавлял команду Сил обороны Эстонии, участвовавшую в «Играх непокорённых» (паралимпийское соревнование) в Нидерландах. Окончил Курессаарескую гимназию и Таллинский университет по специальности «физическое воспитание». Имеет тренерскую лицензию «B».

## Личная жизнь
Брат Маргус (род. 1989) также был футболистом и выступал за «Курессааре». По данным «Трансфермаркт» экс-футболист «Курессааре» Микк Раявер (род. 1988) также является их братом[уточнить].